# Stadion 9 Lipca
Stadion 9 Lipca – wielofunkcyjny stadion sportowy w Misracie w Libii. Wykorzystywany jest głównie do gry w piłkę nożną. Pojemność stadionu wynosi około 8,000 - 10,000 widzów. Należy do klubu Al Sweahly, ale swoje mecze rozgrywają na nim również Al Hiyad, Al Shmoo' oraz reprezentacja Libii.